# Bras Saint-Nicolas
Pour les articles homonymes, voir Saint-Nicolas et Bras.
Le Bras Saint-Nicolas est un affluent de la rive sud-est de la rivière du Sud (Montmagny), laquelle coule vers le nord-est jusqu'à la rive sud du fleuve Saint-Laurent.
Le Bras Saint-Nicolas coule dans les municipalités de Sainte-Apolline-de-Patton, Cap-Saint-Ignace, Saint-Cyrille-de-Lessard, Saint-Eugène, Notre-Dame-de-Bonsecours (L'Islet) et Montmagny, dans la municipalité régionale de comté (MRC) de Montmagny, dans la région administrative de Chaudière-Appalaches, au Québec, au Canada.

## Géographie
Les principaux bassins versants voisins du Bras Saint-Nicolas sont :
- côté nord : fleuve Saint-Laurent, rivière Tortue ;
- côté est : rivière des Perdrix, ruisseau Guimont, bras du Nord-Est, rivière Trois Saumons ;
- côté sud : ruisseau à Paul, Le Grand Ruisseau, rivière Cloutier, rivière Morigeau, rivière des Poitras, rivière du Sud, rivière des Perdrix ;
- côté ouest : rivière du Sud.

Le Bras Saint-Nicolas prend sa source à la confluence de la rivière Méchant Pouce et du ruisseau Fortin, dans la municipalité de Sainte-Apolline-de-Patton. Cette source est située du côté ouest du hameau "L'Espérance", sur le versant nord des monts Notre-Dame.
À partir de sa source, le Bras Saint-Nicolas coule sur environ 45 km, répartis selon les segments suivants :
Cours supérieur de la rivière
- vers le nord-ouest dans Sainte-Apolline-de-Patton, jusqu'au pont de la limite municipale de Cap-Saint-Ignace ;
- vers le nord dans Cap-Saint-Ignace, en recueillant les eaux de la rivière Cloutier, jusqu'à une route forestière ;
- vers le nord-ouest dans Cap-Saint-Ignace, en recueillant la décharge du lac Isidore (venant de l'est), jusqu'à la limite municipale de Saint-Cyrille-de-Lessard ;
- vers le nord dans Saint-Cyrille-de-Lessard, en recueillant les eaux du ruisseau Guimont et du bras d'Apic, en traversant une série de chutes et de rapides, jusqu'à la limite municipale de Saint-Eugène ;
- vers le nord-ouest, en recueillant les eaux du bras de Riche, jusqu'à une route ;

Cours inférieur de la rivière
- vers l'ouest, jusqu'à une route ;
- vers le sud-ouest dans Saint-Eugène, jusqu'à la limite municipale de Cap-Saint-Ignace ;
- vers le sud-ouest dans Cap-Saint-Ignace, jusqu'au pont de l'autoroute 20 ;
- vers l'ouest, jusqu'au pont ;
- vers le sud-ouest, en passant au sud du village de Cap-Saint-Ignace, jusqu'à la route ;
- vers le sud-ouest, en longeant l'autoroute 20, jusqu'à un pont routier ;
- vers le sud-ouest dans Cap-Saint-Ignace, jusqu'à la limite municipale de Montmagny ;
- vers le sud-ouest, en recueillant les eaux de la rivière des Perdrix (venant du sud-est), puis vers le nord-ouest jusqu'à sa confluence.

Le Bras Saint-Nicolas se déverse sur la rive sud-est de la rivière du Sud. Cette confluence est située en amont du pont de la route 132, en aval du pont de la route 283, au plein cœur du village de Montmagny.

## Toponymie
Dans un segment inférieur, en parallèle au fleuve Saint-Laurent, le bras Saint-Nicolas forme des méandres à une quinzaine de mètres d'altitude, en traversant un fief concédé en 1672 à Nicolas Gamache par l'intendant Jean Talon. Une première hypothèse associe l'origine du toponyme bras Saint-Nicolas à ce pionnier. Une autre hypothèse est fait plutôt référence à autre à Nicolas Després, père de Geneviève Després dont le mari, Louis Couillard de Lespinay, avait acheté la seigneurie de la Rivière-du-Sud en 1654 et 1655.
En 1802, le toponyme «R. St. Nicolas» figure sur une carte de l'arpenteur Samuel Holland. En 1803, le toponyme apparaît sur une carte de Vondenvelden avec le générique Bras. En 1815, Joseph Bouchette l'identifie lui aussi par le même générique, terme qui sert à désigner un affluent ou une subdivision d'un cours d'eau.
Le toponyme Bras Saint-Nicolas a été officialisé le 5 décembre 1968 à la Commission de toponymie du Québec.

## Liste des ponts
| Traverses        | Photo | Municipalité(s)          | Année de construction | Route                           | Longueur | Type de pont                                       |
| ---------------- | ----- | ------------------------ | --------------------- | ------------------------------- | -------- | -------------------------------------------------- |
| Pont 05076       |       | Cap-Saint-Ignace         | 1939                  | Route de l'Espérance            | 28,1 m   | Pont à poutres en béton armé                       |
| Pont Pierre-Noël |       | Saint-Cyrille-de-Lessard | 1952                  | Route Pierre-Noël               | 17,9 m   | Pont acier-bois                                    |
| Pont des Bernier |       | L'Islet                  | 1891                  | Chemin des Normand              | 54,8 m   | Pont à tablier intermédiaire en acier              |
| Pont Fafard      |       | L'Islet                  | 1966                  | Chemin Lamartine Ouest          | 57,1 m   | Pont à poutres en béton armé                       |
| Pont 05075S      |       | Cap-Saint-Ignace         | 1966                  | Autoroute 20 Est                | 85,3 m   | Pont à poutres en acier                            |
| Pont 05075N      |       | Cap-Saint-Ignace         | 1970                  | Autoroute 20 Ouest              | 85,3 m   | Pont à poutres en acier                            |
| Pont Blanchet    |       | Cap-Saint-Ignace         | 1929                  | Route des Quatre-Chemins        | 70,5 m   | Pont à tablier inférieur en acier                  |
| Pont 13999       |       | Cap-Saint-Ignace         | 1970                  | Route du Petit-Cap              | 75,7 m   | Pont à poutres en béton précontraint préfabriquées |
| Pont 05081       |       | Cap-Saint-Ignace         | 1930                  | Route Bellavance                | 55,5 m   | Pont acier-bois                                    |
| Pont 10810       |       | Montmagny                | 1891                  | Rue Cloutier                    | 55,6 m   | Pont à tablier inférieur en acier                  |
| Pont ferroviaire |       | Montmagny                |                       | Chemin de fer Canadien National |          | Pont à poutres en acier                            |
| Pont 05131       |       | Montmagny                | 1957                  | Rue Saint-Ignace                | 47,0 m   | Pont à portique en béton armé                      |